# Drycothaea parva
Drycothaea parva es una especie de escarabajo longicornio del género Drycothaea, familia Cerambycidae. Fue descrita científicamente por Bates en 1885.
Habita en Honduras y Panamá. Los machos y las hembras miden aproximadamente 4,7-6,3 mm. El período de vuelo de esta especie ocurre en el mes de junio.